# El Templo del Aire del Sur
El Templo del Aire del Sur es el tercer episodio de la primera temporada de la serie animada de televisión Avatar: la leyenda de Aang.

## Sinopsis
Aang, Katara, y Sokka están volando en Appa y se dirigen al Templo Aire del Sur. Katara le dice a Aang que todo puede haber cambiado porque han pasado 100 años, Aang le dice que es imposible que la Nación del Fuego haya atacado el Templo porque la única forma de entrar a un Templo del Aire es volando; es entonces cuando Aang hace que Appa suba volando verticalmente una montaña.
Entonces Aang, Katara, y Sokka llegan a la casa de Aang, el Templo Aire del Sur, localizado en la cima de la cadena montañosa Patola. Cuando ya están por entrar al Templo Katara y Sokka están platicando, sin embargo el glotón de Sokka solo piensa en comida, Katara lo reprocha diciéndole que es uno de los pocos extraños que ha entrado a un Templo Aire. En ese momento Aang ve la cancha donde él y sus amigos jugaban balón aire, Sokka pregunta cómo se juega y es entonces cuando Aang y Sokka juegan. Naturalmente Sokka pierde por una ventaja de 10 puntos a favor de Aang. Katara y Sokka ven un casco de guerra de la Nación del Fuego, y Sokka quiere enseñárselo a Aang. Pero Katara controla un montón de nieve que está arriba del casco (y de Sokka) antes que Aang pueda verlo. Cuando Aang se va, Sokka dice "No puedes protegerlo para siempre". Cuando suben unas escaleras Aang les muestra la escultura del Monje Gyatso, el maestro de Aang. Entonces Aang tiene un flashback donde recuerda una charla que tuvo con él, en la que Aang cree que los Sabios del Aire se equivocaron al decirle que era el Avatar. Gyatso le dice que no se debe de preocupar por lo que ya fue, sino por lo que vendrá. Entonces Gyatso le pide ayuda a Aang con los pasteles, Aang acepta de buena gana y comienzan, entre los dos, a lanzar varios pasteles a otros maestros aire que había allí (estos pasteles son comidos por lémures voladores sobre las cabezas de los monjes). Al final del su recuerdo sobre el pasado, Aang ve el templo desde arriba lleno de monjes, Bisontes voladores y lémures voladores, como lo son Appa y Momo respectivamente. Aang entra al santuario del avatar usando aire control y entonces ve las estatuas de todos los avatares anteriores a él, allí ve la estatua de su predecesor, el Avatar Roku. Zhao ve que el Príncipe Zuko e Iroh están bajando de su barco para repararlo, él les pregunta cómo se dañó el barco, al tiempo que invita a los dos hombres a quedarse con él para que le digan todos los detalles posibles. Cuando están en casa de campaña del Comandante, éste le pide a Zuko que le diga si ha visto al Avatar, Zuko duda en si decir o no al Comandante todo lo que sabe, por lo que intuye que el Maestro Aire aún vive y reta a Zuko a un Agni Kai al atardecer por omitir algo tan importante a las grandes autoridades. 
De regreso en el Templo del Aire del Sur, Sokka y Aang cazan a un lémur volador. El lémur lleva a Aang a una casa casi destruida y, apenas Aang entra allí, queda devastado con el hallazgo del esqueleto de su antiguo maestro, el Monje Gyatso, entre cadáveres de soldados de la Nación del Fuego. Aang libera su ira a través del Espíritu del Avatar y esto advierte a todas las Naciones de su regreso. Katara calma a Aang diciéndole que ella y Sokka son su familia ahora y no tiene por qué sentirse solo. Continúan su viaje con un nuevo amigo: Momo. Más tarde, el Príncipe Zuko lucha contra el Comandante Zhao y Iroh, al ver a su sobrino perdiendo la batalla, le da un rápido consejo: recordar lo básico del fuego. Zuko necesita destruir la raíz del poder del comandante, así Zuko derriba al Comandante haciéndolo caer al suelo y lo derrota. Mientras ambos, sobrino y tío, se marchan del lugar, en un ataque de ira provocado por su derrota Zhao lanza una bola de fuego hacia ellos, la cual es detenida por Iroh. Este dice a Zhao que incluso Zuko tiene más honor estando en el exilio que él, ya que él estaba tratando de jugar sucio.
- Datos: Q3227541